# 서정제
서정제(徐丁濟, 1940년 ~)는 대구고등법원, 대구지방법원 등에서 법원장을 역임한 법조인이다.

## 생애
1940년 대구광역시에서 태어난 서정제는 경북고등학교와 서울대학교 법학과를 졸업하고 제13회 고등고시 사법과에 합격해 판사에 임용되어 마산지방법원장, 대구지방법원장, 부산지방법원장, 대구고등법원장 등을 역임했다.
대구고등법원장으로 재직하던 1993년 7월 13일에 대법원이 법관인사위원회를 강화하기로 하면서 이원배 서울민사지방법원장, 박영식 광주지방법원장과 함께 위원으로 추가 임명되었다.

## 주요 판결
- 대구지방법원 형사 단독 판사로 재직하던 1973년 2월 5일에 물 먹인 소를 도살한 피고인 55명에 대한 선고공판에서 가축 보관업자 5명에게 사기죄를 적용해 징역10월을 선고하는 등 피고인 전원에게 유죄를 선고했다.[2]